# Martino Durand Varese
Martino Durand Varese (Luserna San Giovanni, 28 dicembre 1990) è un ex hockeista su ghiaccio italiano.

## Carriera
Durand Varese nacque a Luserna San Giovanni e crebbe nelle giovanili del Real Torino HC e dell'HC Valpellice. Nella stagione 2007-2008 esordì con la prima squadra dei Bulldogs  totalizzando 3 presenze.
Successivamente tentò di giocarsi le sue chance all'estero giocando nella svedese Division 3, nell'IF Noretpojkarna (parte della stagione 2007-2008 e l'intera stagione successiva) e nell'Orsa IK (2009-2010).
Terminata l'esperienza scandinava rientrò in Italia, dove militò con i farm team del Valpellice, il Real Torino (Serie A2 2010-2011), l'HC Aosta Gladiators (Serie C 2011-2012) e gli Amatori Valpellice (Serie C 2012-2013).
A partire dalla stagione 2011-2012 si stabilizza a Torre Pellice, per poi passare nelle file dell'Hockey Club Chiavenna nella stagione 2016/2017.
Quando la squadra torrese rinunciò all'iscrizione in Alps Hockey League, Durand Varese passò all'Hockey Club Chiavenna, in seconda serie. L'esperienza a Chiavenna durò una sola stagione: nell'estate del 2017 fece ritorno a Torre Pellice, ma nella neonata squadra dell'HCV Filatoio 2440, iscritta in terza serie con il nome di HC ValpEagle.

## Palmarès

### Club
- Coppa Italia: 2

Valpellice: 2012-2013, 2015-2016